# Souderton, Pennsylvania
Souderton, Pennsylvania (енгл. Souderton) град је у америчкој савезној држави Пенсилванија.

## Демографија
По попису из 2010. године број становника је 6.618, што је 112 (-1,7%) становника мање него 2000. године.
| Група             | 2000.         | 2010.         |
| Белци             | 6.025 (89,5%) | 5.292 (80,0%) |
| Афроамериканци    | 67 (1,0%)     | 168 (2,5%)    |
| Азијати           | 268 (4,0%)    | 310 (4,7%)    |
| Хиспаноамериканци | 289 (4,3%)    | 761 (11,5%)   |
| Укупно            | 6.730         | 6.618         |